# مهرجان سان سيباستيان السينمائي الدولي
مهرجان سان سيباستيان السينمائي الدولي هو مهرجان سينمائي يقام سنوياً في شهر سبتمبر في مدينة سان سيباستيان، منطقة إقليم الباسك.

## روابط خارجية
- مهرجان سان سيباستيان السينمائي الدولي على موقع IMDb (الإنجليزية)